# Auensteiner Radsporttage
Die Auensteiner Radsporttage wurden ab 2009 in und um Auenstein im Landkreis Heilbronn ausgetragen. Zunächst wurden ausschließlich Eintagesrennen und Kriterien in verschiedenen Rennklassen veranstaltet, darunter zweimal die Deutschen Straßenmeisterschaften in der Klasse U23, einmal die Deutsche Bergmeisterschaften der Frauen und Juniorinnen sowie mehrere Male Rennen der Rad-Bundesliga in den Klassen U23 und U19. Ab der Saison 2014 wurde als Hauptereignis ein zunächst zwei- und dann dreitägiges Etappenrennen für Frauen veranstaltet, das mit der UCI-Kategorie 2.2. in den internationalen Kalender aufgenommen wurde.

## Siegerinnen
- 2014  Lisa Brennauer
- 2015  Ashleigh Moolman
- 2016  Ashleigh Moolman